# Star Wars, épisode III : La Revanche des Sith
Vous lisez un « bon article » labellisé en 2014.
Pour les articles homonymes, voir Star Wars, épisode III : La Revanche des Sith (homonymie).
Série Star Wars
Épisode II : L'Attaque des clones
(2002) Épisode VII : Le Réveil de la Force
(2015)
Pour plus de détails, voir Fiche technique et Distribution.
Star Wars, épisode III : La Revanche des Sith (Star Wars: Episode III – Revenge of the Sith) est un film américain de science-fiction de type space opera écrit et réalisé par George Lucas, sorti en 2005.
C'est le sixième opus de la saga Star Wars par sa date de sortie, mais le troisième selon l'ordre chronologique de l'histoire. Sorti trois ans après L'Attaque des clones, il est le dernier volet de la trilogie de préquelle, la « prélogie ». Le film est également la sixième et dernière réalisation de Lucas.
L'histoire de cet épisode se déroule trois ans après les événements de L'Attaque des clones alors que la galaxie est enlisée dans un conflit à grande échelle, la guerre des clones. Voyant leur chance de l’emporter s’amenuiser, les forces séparatistes frappent un grand coup, attaquant la planète capitale Coruscant et s’emparent de Palpatine, le Chancelier suprême de la République. Les deux Jedi Obi-Wan Kenobi et Anakin Skywalker se donnent alors pour mission de délivrer le dirigeant républicain, ignorant qu'il s'avère être le seigneur noir Sith Dark Sidious qui manipule les séparatistes. Sous l'influence de ce dernier, Anakin Skywalker bascule progressivement du côté obscur de la Force et devient Dark Vador. Le final du film fait le lien avec l'épisode IV, sorti au cinéma vingt-huit ans plus tôt.
George Lucas commence l’écriture du scénario en 2002. La préproduction du film dure un an. Le tournage en lui-même se déroule de juin à septembre 2003, principalement aux studios de la Fox à Sydney, en Australie. Il est le premier Star Wars n'ayant aucune scène tournée en extérieur. De même que pour les films Star Wars précédents, la musique est composée et dirigée par John Williams.
Le film est parfois vu comme une critique de la guerre d'Irak mais est selon son réalisateur une adaptation moderne du mythe de Faust. La Revanche des Sith est un succès commercial et critique. Il est nommé pour un Oscar du cinéma, remporte deux Saturn mais également un Razzie.
La Revanche des Sith est sorti en DVD en novembre 2005 et a également engendré un nombre important de produits dérivés.

## Synopsis

### Présentation de l'univers

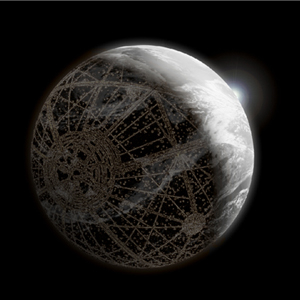
Vision d'artiste de la planète Coruscant.

L'univers de Star Wars se déroule dans une galaxie qui est le théâtre d'affrontements entre les Chevaliers Jedi et les Seigneurs noirs des Sith, personnes sensibles à la Force, un champ énergétique mystérieux leur procurant des pouvoirs psychiques. Les Jedi maîtrisent le Côté lumineux de la Force, pouvoir bénéfique et défensif, pour maintenir la paix dans la galaxie. Les Sith utilisent le Côté obscur, pouvoir nuisible et destructeur, pour leurs usages personnels et pour dominer la galaxie.
Pour maintenir la paix, une République galactique a été fondée avec pour capitale la planète Coruscant. Mais, tout au long de son existence, la République est secouée par des sécessions et des guerres. C’est à nouveau le cas à partir de 22 av. BY. Une nouvelle guerre éclate entre la République galactique et la Confédération des systèmes indépendants, une organisation séparatiste.
En 19 av. BY, les Jedi Obi-Wan Kenobi et Anakin Skywalker sont chargés de retrouver le mystérieux Sith Dark Sidious, qui aurait infiltré depuis de nombreuses années le Sénat galactique. Ils parviennent à remonter sa trace jusqu’à son quartier général dans une zone désaffectée de Coruscant. Ils n’arrivent cependant pas à mettre la main sur lui. Dans le même temps, le général Grievous, chef de l’armée séparatiste attaque la planète capitale. Il parvient à capturer Palpatine, le Chancelier suprême de la République et le ramène jusqu’à son vaisseau spatial,.
Informés de cet événement, Kenobi et Skywalker se lancent à l’assaut du vaisseau du général avec leurs escadrons de chasseurs stellaires.

### Déroulement du synopsis
Anakin Skywalker et Obi-Wan Kenobi décident de rejoindre le vaisseau amiral de Grievous pour libérer le Chancelier Suprême. Après avoir rejoint le vaisseau, les deux Jedi s'avancent jusqu'au quartier du général Grievous. Ils y découvrent le chancelier Palpatine retenu en otage par le chef du mouvement séparatiste, le comte Dooku. Celui-ci engage le combat contre eux et parvient à mettre rapidement Obi-Wan Kenobi hors de combat. Mais Anakin, plus fort et plus enragé que le vieux comte, parvient finalement à le vaincre. Puis, contrairement aux préceptes des Jedi, il le décapite, poussé à perpétrer cet acte par Palpatine. Affaibli par les tirs des escadrilles républicaines, le vaisseau prend alors feu. Grievous s’échappe grâce à une navette de sauvetage, laissant la charge à Anakin et Obi-Wan de faire atterrir le vaisseau à la surface de la planète.
Reconduisant le chancelier au Sénat galactique sur Coruscant, Anakin reçoit les félicitations des dignitaires de la République et retrouve sa femme Padmé Amidala, après plusieurs mois de séparation. Celle-ci lui révèle qu'elle est enceinte. Émerveillé par cette nouvelle, Anakin est cependant troublé la nuit suivante par un rêve qu'il fait. Padmé réveillée, il lui révèle qu'il l'a vue mourir en couches. Traumatisé par la mort de sa mère qu'il n'a pu empêcher, Anakin se jure de ne pas perdre une nouvelle fois celle qu'il aime. Sauver Padmé devient alors pour lui une obsession.
Le chancelier Palpatine, qui manœuvre pour conserver les pleins pouvoirs qu’il a acquis grâce à la guerre, flatte Anakin et s'ingénie à accroître la méfiance qu'a le jeune homme envers le conseil des Jedi. Il parvient d’ailleurs à le faire nommer son représentant au sein de ce conseil qu'il soupçonne de comploter contre lui. Les maîtres Jedi acceptent cette demande car ils veulent qu’Anakin surveille pour eux les agissements du chancelier.
Palpatine commence ensuite à faire miroiter à Anakin la possibilité de sauver son épouse. Invitant ce dernier à l'opéra de Coruscant, où il assiste à une représentation, le chancelier lui conte l'histoire de Dark Plagueis, un Sith qui aurait acquis le pouvoir de vaincre la mort. Anakin entrevoit dans cette histoire la possibilité de sauver Padmé de ses prémonitions. Le chancelier précise alors que les Jedi ne dispensent pas un tel enseignement.

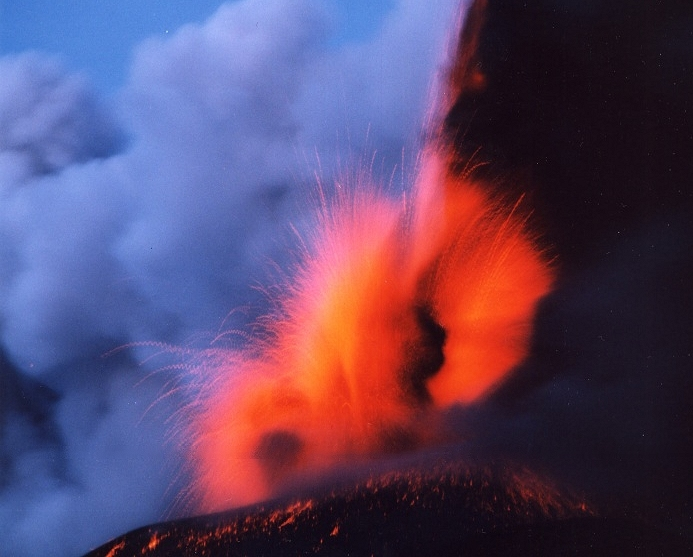
Une des nombreuses éruptions d'un volcan de Mustafar.

Pendant ce temps, le général Grievous rejoint les restes de son armée sur la planète Utapau. Il avertit le conseil séparatiste de la mort de Dooku et l'invite à se cacher sur la planète volcanique Mustafar. Apprenant que Grievous s'est réfugié sur Utapau, les Jedi envoient Obi-Wan Kenobi. Et, alors qu’il est en repérage à la surface de la planète, Kenobi découvre l’endroit où se cache le général et l’affronte en duel. Il s'ensuit une violente confrontation entre clones et droïdes, ponctuée par la mort de Grievous, tué par Obi-Wan. Au même moment, le maître Jedi Yoda part avec un bataillon de clones en direction de la planète Kashyyyk, afin d'y soutenir les autochtones attaqués par une armée séparatiste.
Sur Coruscant, Palpatine dévoile à son jeune protégé qu'il maîtrise les arcanes du pouvoir Sith, seuls à même de lui permettre de sauver Padmé. Anakin, choqué, comprend alors que le chancelier est le Sith que le conseil Jedi recherche depuis plus de dix ans. Après un moment d'hésitation, il choisit d'en informer ses pairs. Quatre maîtres Jedi se rendent alors à la chancellerie pour mettre aux arrêts Palpatine. Dégainant son sabre laser, le chancelier abat en un instant trois Jedi. Il s’ensuit un long combat entre le seigneur Sith et Mace Windu, le maître Jedi survivant. Malgré les incroyables pouvoirs du chancelier, Windu parvient à l’emporter. Anakin pénètre alors dans le bureau du chancelier, et n’écoutant que son obsession à sauver sa femme, il désarme le Jedi. Reprenant alors l’avantage, Palpatine foudroie Windu avec ses pouvoirs Sith et le précipite dans le vide par la baie vitrée du bureau. Conscient de la gravité de son geste, Anakin accepte donc de se soumettre à Palpatine. Ce dernier en fait son apprenti Sith et le rebaptise Dark Vador.
Palpatine donne alors l'ordre aux officiers répartis sur les différents fronts de la galaxie d'assassiner les Jedi qui sont à leurs côtés. Obi-Wan et le maître Jedi Yoda sont parmi les seuls à échapper aux massacres. Sur Coruscant, l'élimination des Jedi est confiée au seigneur Vador, qui prend la tête d'un régiment de clones et tue tous les Jedi présents dans le temple, même les jeunes novices. Sa sombre besogne effectuée, Vador revient auprès de Padmé pour s'assurer qu'elle va bien. Il lui annonce que les Jedi se sont révoltés et qu'ils sont dorénavant considérés comme des ennemis de la République. Puis il lui déclare que le chancelier l’a chargé de mettre fin à la guerre en l’envoyant sur la planète volcanique Mustafar.
Aidés par le sénateur Bail Organa d'Alderaan, Yoda et Obi-Wan reviennent sur Coruscant. Arrivés sur place, les deux Jedi découvrent l’horrible vérité sur Anakin et Palpatine. Yoda charge alors Obi-Wan de retrouver et d'éliminer le premier. Le vieux maître Jedi se charge lui-même du second, qu'il devine trop puissant pour Obi-Wan. Pendant ce temps, à la tribune du Sénat galactique, Palpatine dénonce la traîtrise des Jedi. Il déclare ensuite sous les acclamations la dissolution de la République et l'avènement d'un Empire galactique dirigé par son auguste personne.
Arrivé sur Mustafar, Vador tue tous les dirigeants séparatistes et met ainsi fin à la guerre des clones. De son côté, Obi-Wan explique la situation à Padmé, qui refuse de le croire et de lui révéler où se trouve son mari. Troublée, elle part immédiatement le rejoindre, emmenant sans le savoir Obi-Wan, qui s'est dissimulé dans son vaisseau. Sur Mustafar, Padmé retrouve Anakin. Quittant sa cachette, Obi-Wan les rejoint. Croyant qu'elle l'a trahi, l'apprenti Sith étrangle sa femme jusqu'à la rendre inconsciente.
Se reprochant mutuellement l'origine de ce geste, Obi-Wan et Vador commencent alors à s'affronter avec leur sabre laser. Parallèlement, Yoda défie Palpatine mais se retrouve très vite dépassé par les pouvoirs du seigneur Sith. Yoda se résout alors à s'enfuir et rejoint le vaisseau du sénateur Organa. Sur Mustafar, Vador, malgré les mises en garde d'Obi-Wan, se lance imprudemment sur son ancien maître, lequel lui tranche les jambes et le bras gauche d'un seul coup. Obi-Wan lui exprime sa tristesse, ramassant son sabre laser, puis le laisse agonisant au bord d'une rivière de lave où il brûle. Le Jedi transporte ensuite Padmé jusqu'à son vaisseau puis quitte la planète. Rejoint par Bail Organa et Yoda, Obi-Wan conduit Padmé à un centre médical. Elle y accouche de deux enfants et, n'ayant plus la volonté de vivre, s'éteint, convaincue qu'il reste encore du bon en Anakin.

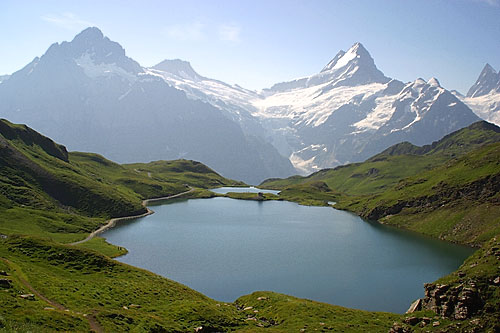
Lac faisant face à la résidence de Bail Organa sur Alderaan.

Palpatine, ayant perçu les difficultés de son apprenti, se rend sur Mustafar et y récupère le corps presque sans vie de Vador. Il le transporte ensuite sur Coruscant afin de lui prodiguer les soins nécessaires. Brûlé et mutilé, le jeune homme se voit confiné dans une armure noire robotisée pour continuer à vivre. Reprenant conscience, il demande alors à l'empereur des nouvelles de sa femme. Celui-ci lui révèle qu'il l'a tuée, mettant Vador dans une rage folle, détruisant tout autour de lui, sous le regard satisfait de Palpatine.
Le sénateur Bail Organa et les deux Jedi rendent le corps de Padmé à sa famille sur la planète Naboo puis assistent aux funérailles de la jeune femme. Ils décident cependant de garder secrète la naissance des enfants d'Anakin et de Padmé. Leia, la fille, est confiée au sénateur d'Alderaan tandis que Luke, le garçon, est emmené sur la planète Tatooine chez son oncle, sous la protection d'Obi-Wan. Yoda, lui, choisit de s'exiler sur la planète Dagobah, alors que Palpatine et Dark Vador à bord du vaisseau amiral de l'Empire observent la construction d'une nouvelle arme absolue : l'Étoile noire.

## Personnages

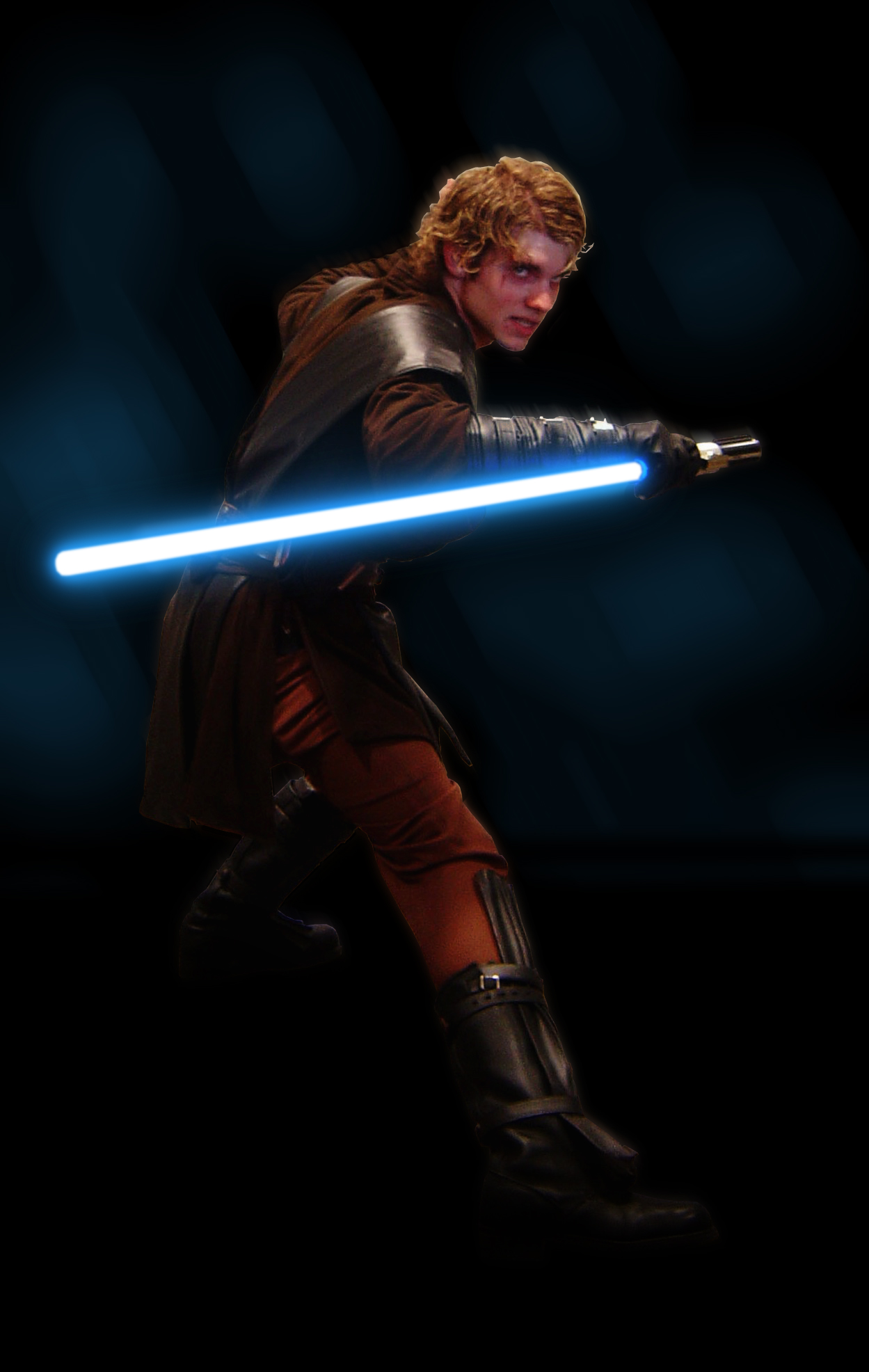
Cosplay d'Anakin Skywalker.

- Anakin Skywalker / Dark Vador : il est l'élu d'une ancienne prophétie Jedi. Il a deux maîtres à penser : le Jedi Obi-Wan Kenobi et le chancelier suprême Palpatine. Même si cela est interdit par l'ordre Jedi, il épouse en secret la sénatrice Padmé Amidala, son grand amour. Impulsif et irréfléchi, il prouve durant la guerre des clones ses grands talents de pilote et de guerrier[4].
- Padmé Amidala : d'abord élue reine de la planète Naboo, Padmé devient ensuite sénatrice. Elle s'inquiète très rapidement de la montée en puissance du mouvement séparatiste mais s'oppose à l'escalade qui déclenche la guerre des clones. Elle épouse en secret Anakin. Elle tombe enceinte durant la guerre, entre deux missions de son mari[4].
- Palpatine : c'est un fin politicien armé d'une imperturbable patience. En tant qu'apprenti du seigneur Dark Plagueis, il reçoit les enseignements interdits des Sith. Il devient beaucoup plus tard sénateur puis chancelier. Il manigance alors avec l'ancien Jedi Dooku pour entraîner la République dans une guerre interstellaire[4].
- Obi-Wan Kenobi : il est le mentor d'Anakin Skywalker. Il incarne la voix de la raison et détourne ses amis des projets irréfléchis. Il ne parvient cependant pas à canaliser la colère et l'imprudence d'Anakin. Devenu à son tour Jedi, Anakin ne quitte pas réellement le giron de son ancien maître, qui devient pour lui un véritable frère d'arme durant la guerre des clones[4].
- Mace Windu : c'est le maître Jedi maîtrisant le mieux le combat physique. Peu loquace, il est très sage et toujours de bon conseil. Il ne parvient cependant pas à trouver le Sith qui se cache sur Coruscant. Il devient malgré lui général d'une armée de clones qu'il mène dans de nombreuses et héroïques batailles[4].
- Comte Dooku : il est issu d'une riche famille d'aristocrates. Devenu Jedi, il est choisi par le maître Jedi Yoda pour devenir son apprenti. Approché par le sénateur Palpatine, Dooku accepte de se détourner des Jedi et manigance avec lui pour déclencher la guerre des clones. Devenu le chef du mouvement séparatiste, il charge le général Grievous de mener ses troupes au combat[4].
- C-3PO : ce droïde a été construit par Anakin Skywalker à partir de pièces détachées. Mais, n'ayant pas le droit de posséder un droïde en tant que Jedi, Anakin en fait don à sa femme Padmé Amidala[4].
- R2-D2 : simple droïde astro-mécanicien qui sauve le vaisseau de la reine Amidala d'une attaque. Il devient par la suite le droïde affecté au vaisseau spatial d'Anakin Skywalker et l'accompagne dans toutes ses missions[4].
- Yoda : âgé de plus de neuf cents ans, il est le plus sage des maîtres Jedi. Tout comme Mace Windu, il se révèle incapable d'appréhender le seigneur Sith qui se cache sur Coruscant. Durant la guerre des clones, il mène une armée de clones sur la planète Kashyyyk, le monde natal des Wookiees[4].
- Général Grievous : ancien seigneur de guerre de la race des Kaleeshs, il subit un terrible écrasement de vaisseau. Son cerveau et ses organes sont implantés dans la carcasse métallique d'un cyborg. Recruté par Dooku, il accepte de diriger l'armée des séparatistes. Durant la guerre des clones, il élimine plusieurs Jedi en combat singulier et s'empare de leurs sabres lasers comme trophées[4].
- Chewbacca et Tarfful : ces deux gigantesques Wookiees sont désignés pour être les gardes du corps de Yoda durant sa campagne sur la planète Kashyyyk. Ils lui sauvent la vie quand les officiers clones se retournent contre lui pour l'éliminer[4].
- Bail Organa : il est le sénateur de la planète Alderaan. Homme incorruptible et fervent pacifiste, il est le soutien de toujours de la sénatrice Amidala. Bien que défavorable à la politique menée par le chancelier Palpatine, il n'ose pas s'opposer à lui[4].

## Fiche technique
Sauf indication contraire, les informations mentionnées dans cette section peuvent être confirmées par les bases de données cinématographiques IMDb et Allociné,  présentes dans la section « Liens externes ».
- Titre original : Star Wars: Episode III – Revenge of the Sith
- Titre français et québécois : Star Wars, épisode III : La Revanche des Sith[Note 6]
- Réalisation : George Lucas
- Scénario : George Lucas
- Musique : John Williams
- Direction artistique : Ian Gracie, Phil Harvey, David Lee et Peter Russell
- Décors : Gavin Bocquet
- Costumes : Trisha Biggar
- Maquillage : Nikki Gooley
- Coiffure : Annette Miles
- Photographie : David Tattersall
- Son : Ben Burtt, Tom Myers, Matthew Wood
- Montage : Roger Barton et Ben Burtt
- Effets spéciaux : Industrial Light & Magic
- Production : Rick McCallum
  - Production déléguée : George Lucas
- Sociétés de production : Lucasfilm Ltd., Mestiere Cinema Srl, Pandora Films, Santa International Film Productions Co. Ltd. et CTV Services
- Sociétés de distribution : Twentieth Century Fox ; Fox-Warner (Suisse romande)
- Budget : 113 millions de $[5],[6] ; 115 millions de $[7]
- Pays de production :  États-Unis[8]
- Langue originale : anglais
- Format : couleur (DeLuxe) - HDCAM - 2,39:1 (CinemaScope)
- Genres : science-fiction, action, aventures, fantastique
- Durée : 140 minutes
- Dates de sortie[9] :
  - France : 16 mai 2005 (Festival de Cannes) ; 18 mai 2005 (sortie nationale)
  - Belgique, Suisse romande : 18 mai 2005[10],[11]
  - États-Unis, Québec : 19 mai 2005[12]
- Classification :
  - États-Unis : accord parental recommandé, film déconseillé aux moins de 13 ans (PG-13 - Parents Strongly Cautioned)[Note 7]
  - France : tous publics[13]
  - Belgique : tous publics (Alle Leeftijden)[10]
  - Suisse romande : interdit aux moins de 12 ans[14]
  - Québec : tous publics - déconseillé aux jeunes enfants (G - General Rating)[12]

## Distribution
Sauf indication contraire, les informations mentionnées dans cette section peuvent être confirmées par la base de données cinématographiques IMDb,  présente dans la section « Liens externes ».
- Ewan McGregor (VF : Bruno Choël ; VQ : François Godin) : Obi-Wan Kenobi
- Natalie Portman (VF : Sylvie Jacob ; VQ : Aline Pinsonneault) : Padmé
- Hayden Christensen (VF : Emmanuel Garijo ; VQ : Martin Watier) : Anakin Skywalker / Dark Vador
- Ian McDiarmid (VF : Georges Claisse ; VQ : Yves Corbeil) : chancelier suprême Palpatine / Dark Sidious
- Samuel L. Jackson (VF : Jacques Martial ; VQ : James Hyndman) : Mace Windu
- Jimmy Smits (VF : Lionel Tua ; VQ : Marc-André Bélanger) : sénateur Bail Organa
- Frank Oz (VF : Jean Lescot ; VQ : Marc Bellier) : voix de Yoda
- Anthony Daniels (VF : Roger Carel ; VQ : Luis de Cespedes) : C-3PO
- Christopher Lee (VF : Bernard Dhéran) : comte Dooku / Dark Tyranus
- Keisha Castle-Hughes : reine de Naboo[Note 8]
- Silas Carson (VF : Sylvain Lemarié/Robert Party) : Nute Gunray / Ki-Adi-Mundi
- Jay Laga'aia (VF : Frantz Confiac) : capitaine Typho
- Bruce Spence (VF : Philippe Catoire) : Tion Medon
- Wayne Pygram : gouverneur Tarkin
- Temuera Morrison (VF : Bruno Dubernat) : commandant Cody
- David Bowers (VF : Jean-Pierre Leroux) : Mas Amedda
- Oliver Ford Davies : Sio Bibble
- Ahmed Best (VF : Roland Timsit) : Jar Jar Binks
- Rohan Nichol : capitaine Raymus Antilles
- Jeremy Bulloch : capitaine Colton
- Amanda Lucas : Terr Taneel
- Kenny Baker : R2-D2
- Matt Sloan : Plo Koon
- Peter Mayhew : Chewbacca
- Rebecca Jackson Mendoza : reine d'Alderaan
- Matthew Wood (VF : Gérard Darier ; VQ : François L'Écuyer) : voix du général Grievous
- James Earl Jones (VF : Georges Aminel) : voix de Dark Vador

- Version française réalisée par Dubbing Brothers, avec des dialogues de Thomas Murat sous la direction artistique de Jean-Pierre Dorat[15].

Sources doublage : Allodoublage.com, Starwars-universe.com et Voxofilm.

Photos des principaux interprètes.
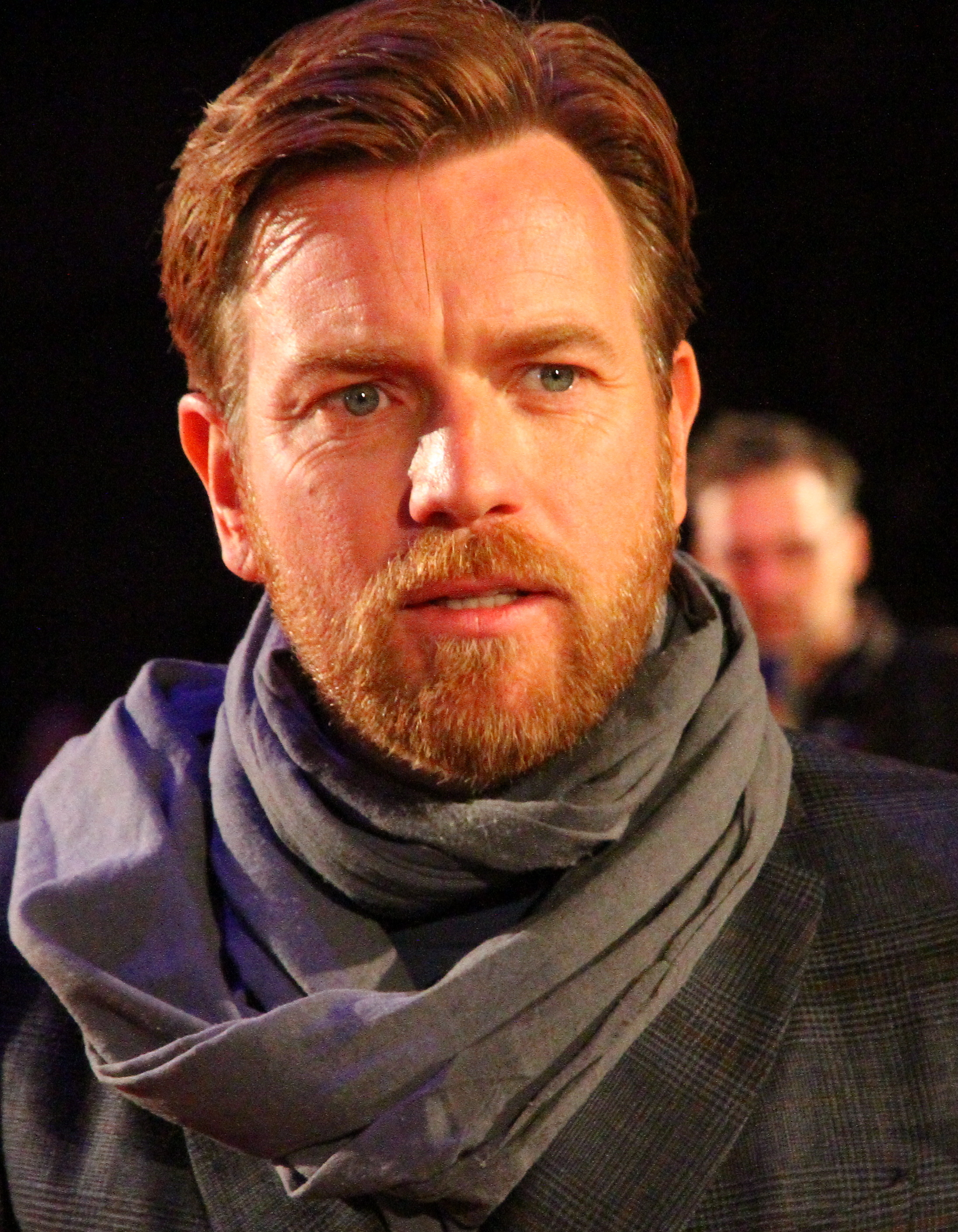
Ewan McGregor en 2012.
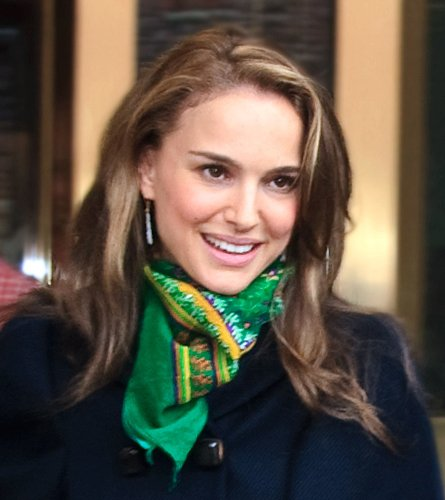
Natalie Portman en 2009.
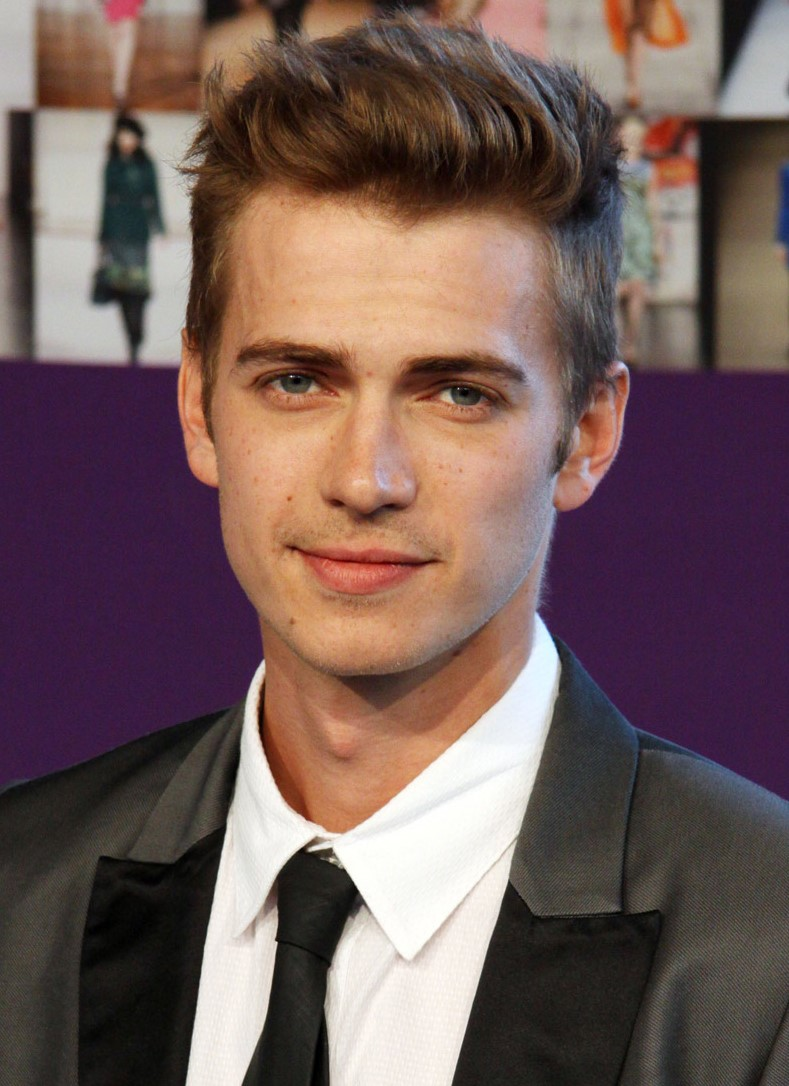
Hayden Christensen en 2006.
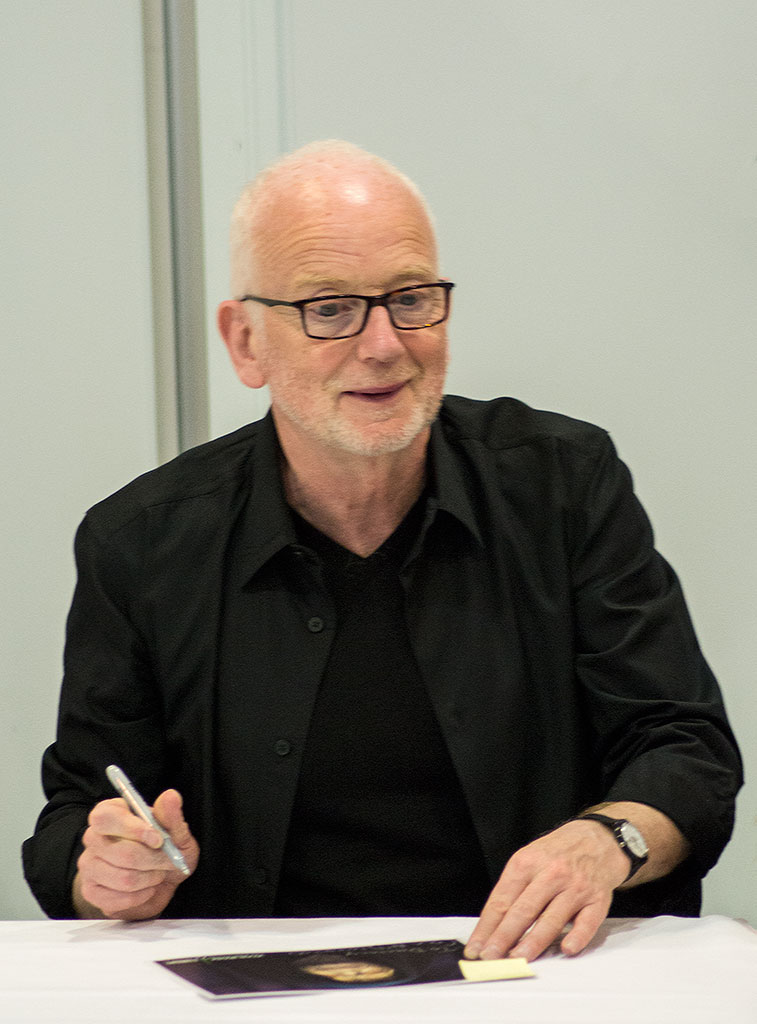
Ian McDiarmid en 2013.
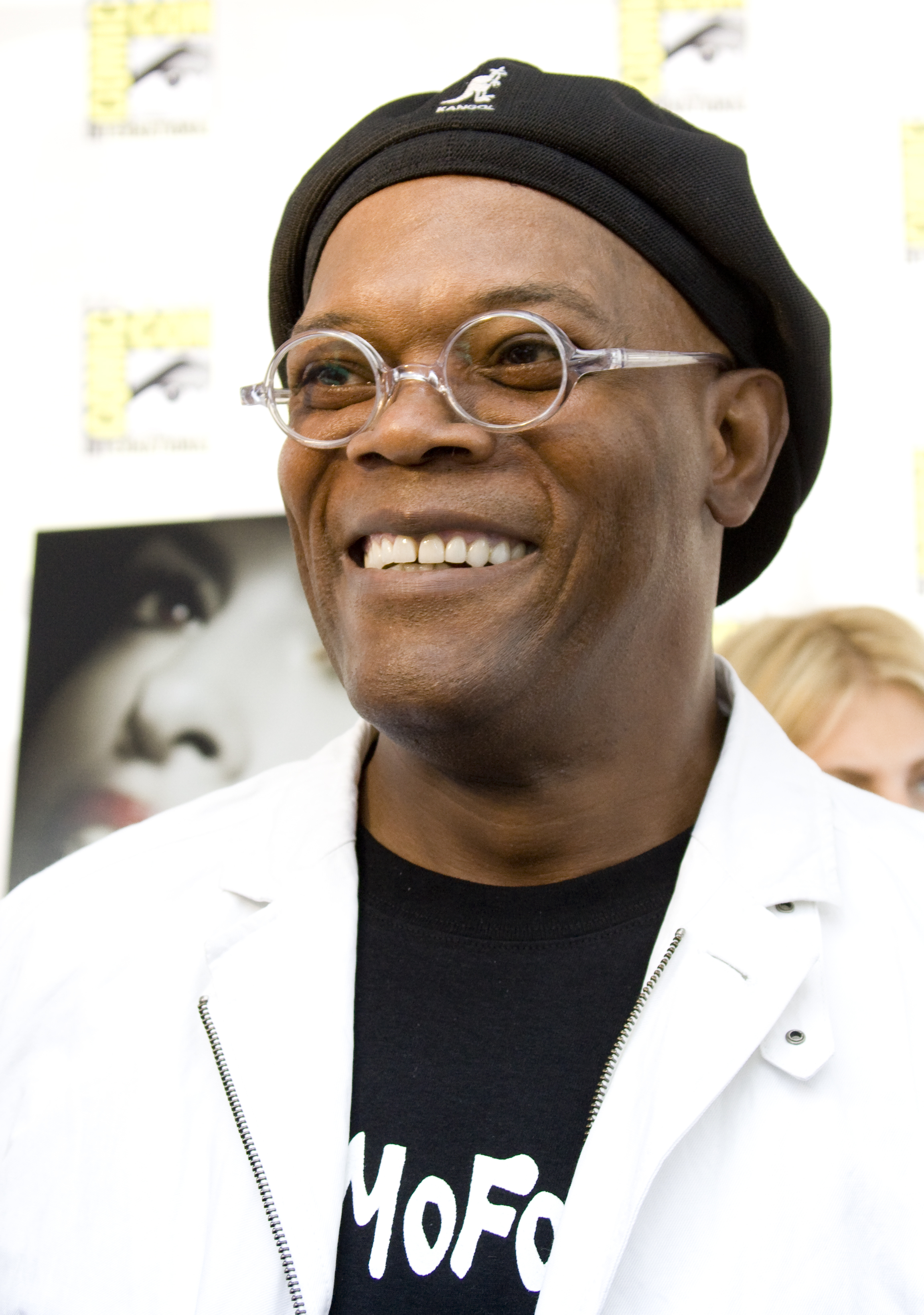
Samuel L. Jackson en 2008.
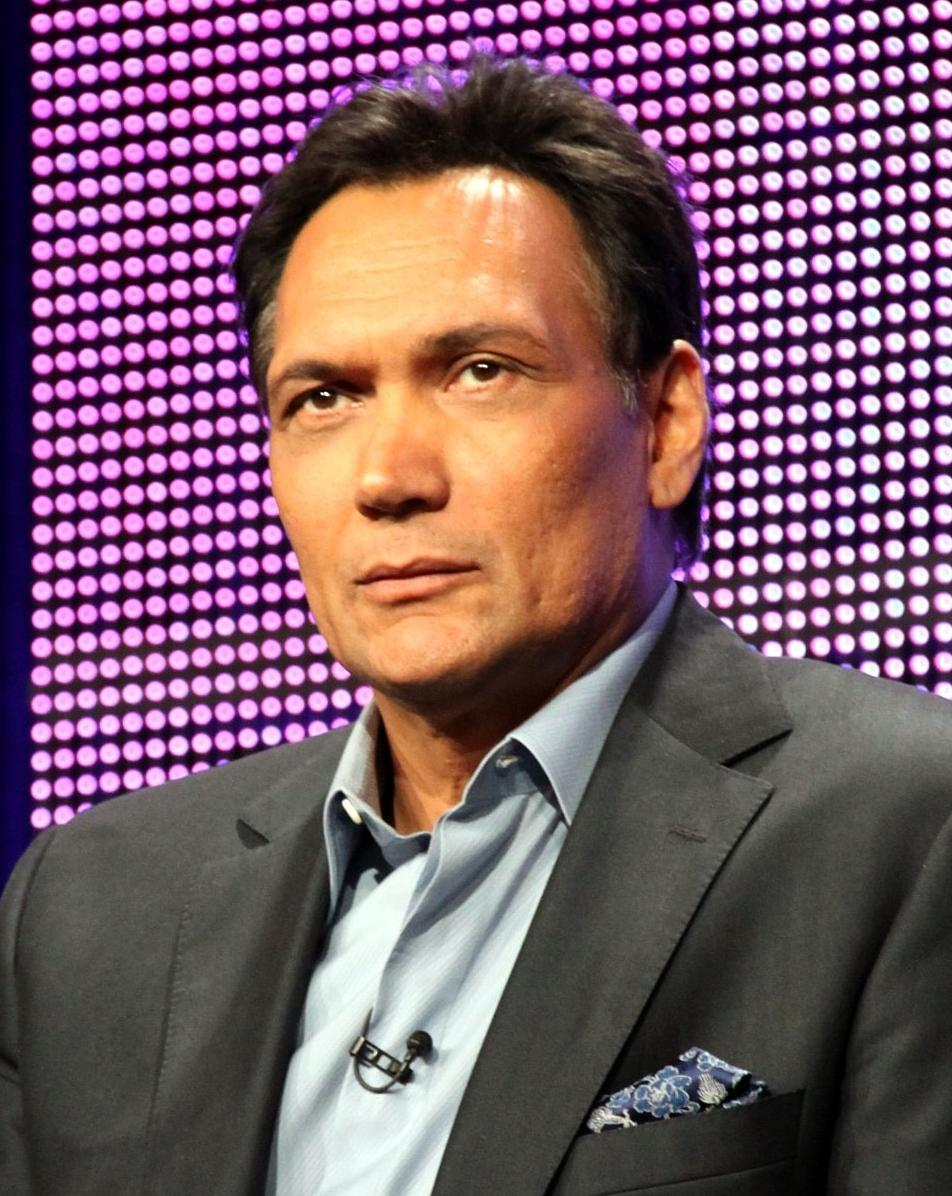
Jimmy Smits en 2010.

## Production

### Scénario

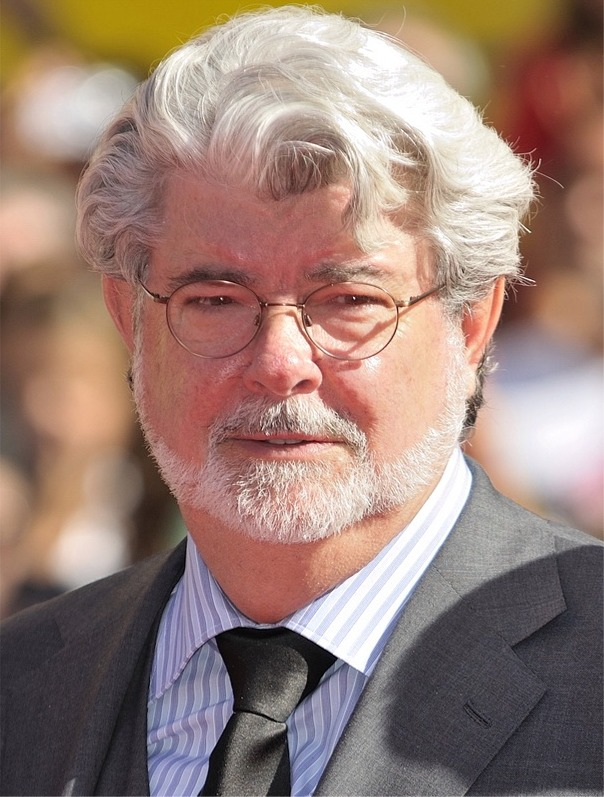
George Lucas en 2009.

Star Wars, épisode III : La Revanche des Sith est la suite directe de Star Wars, épisode II : L'Attaque des clones et le troisième film de la nouvelle trilogie, préquelle à la première trilogie Star Wars réalisée de 1977 à 1983. C'est à partir du 1er novembre 1994 que George Lucas commence l’écriture de la nouvelle trilogie, qui a pour protagoniste principal le jeune Anakin Skywalker avant qu'il devienne le sinistre et cruel Dark Vador des premiers films.
George Lucas commence l’écriture de La Revanche des Sith début 2002, quelques mois avant la sortie de L’Attaque des clones. Dans la première version de son script, il commence son histoire par un ensemble de sept batailles se déroulant sur sept planètes différentes. Mais, revenant sur son scénario à l'été 2002, il décide d’en réorganiser totalement l’intrigue. Ayant trop élargi son histoire, Lucas décide de se recentrer sur la chute d’Anakin Skywalker vers le côté obscur de la Force. Il présente alors dès la première scène du film, une mauvaise action de son héros : le meurtre du comte Dooku. À cause de ce recentrage, George Lucas doit sacrifier certains éléments laissés en suspens dans le film L’Attaque des clones, comme l’origine des clones de la planète Kamino. Plusieurs de ces éléments sont ensuite repris et expliqués dans le livre préquelle au film, Le Labyrinthe du mal de James Luceno.
Même après la fin du tournage principal en 2003, Lucas remanie plusieurs scènes pour expliquer plus clairement les raisons qui font basculer Anakin du côté obscur. Cette réécriture nécessite alors le tournage de scènes additionnelles en 2004.

### Préproduction
Contrairement aux deux premiers films de la trilogie, ce n'est pas Doug Chiang qui dirige le département artistique du nouveau film mais Erik Tiemens et Ryan Church. Ils commencent leur travail en avril 2002. Leur tâche est rendue encore plus difficile dans ce film car ils ont sept planètes à créer et non pas trois ou quatre comme dans les premiers films. Les planètes en question sont : l'urbaine Coruscant, la forestière Kashyyyk, la troglodytique Utapau, la volcanique Mustafar, l'enneigée Mygeeto, la mycologique Felucia et l'astéroïde Polis Massa. Coruscant est déjà présente dans les films Star Wars, épisode I : La Menace fantôme et Star Wars, épisode II : L'Attaque des clones. Pour l'aspect de Kashyyyk, le département artistique s'appuie sur divers aspects de la planète présents dans le téléfilm de 1978, Au temps de la guerre des étoiles. Les autres planètes sont en revanche totalement inédites.
Bien que le film utilise beaucoup les images de synthèse, le chef décorateur Gavin Bocquet doit réaliser de nombreux décors, comme la véranda de Padmé sur Coruscant et les installations intérieures de la planète volcanique Mustafar. Au départ, George Lucas lui a donné deux ou trois environnements pour qu'il commence le travail dès le lancement de la préproduction. Dans un second temps, il travaille en coordination avec les équipes de Tiemens et Church pour donner vie aux différents dessins qu'ils ont créés. Bocquet et son équipe ont construit soixante-sept décors dont certains sont directement inspirés de décors du Star Wars de 1978, comme les couloirs du vaisseau spatial Tantive IV. Le chef décorateur s'inspire de nombreux styles pour la réalisation de ses intérieurs. Pour les installations de la planète Mustafar, ce sont des fonderies de zones industrielles. Pour Coruscant, c'est le style art déco des années 1930 à 1950. Pour les appartements de Coruscant, il prend pour modèle l'art italien. Enfin pour la Main Invisible, le vaisseau spatial du général Grievous, il s'inspire directement des vaisseaux de l'Empire galactique vus dans la première trilogie Star Wars.

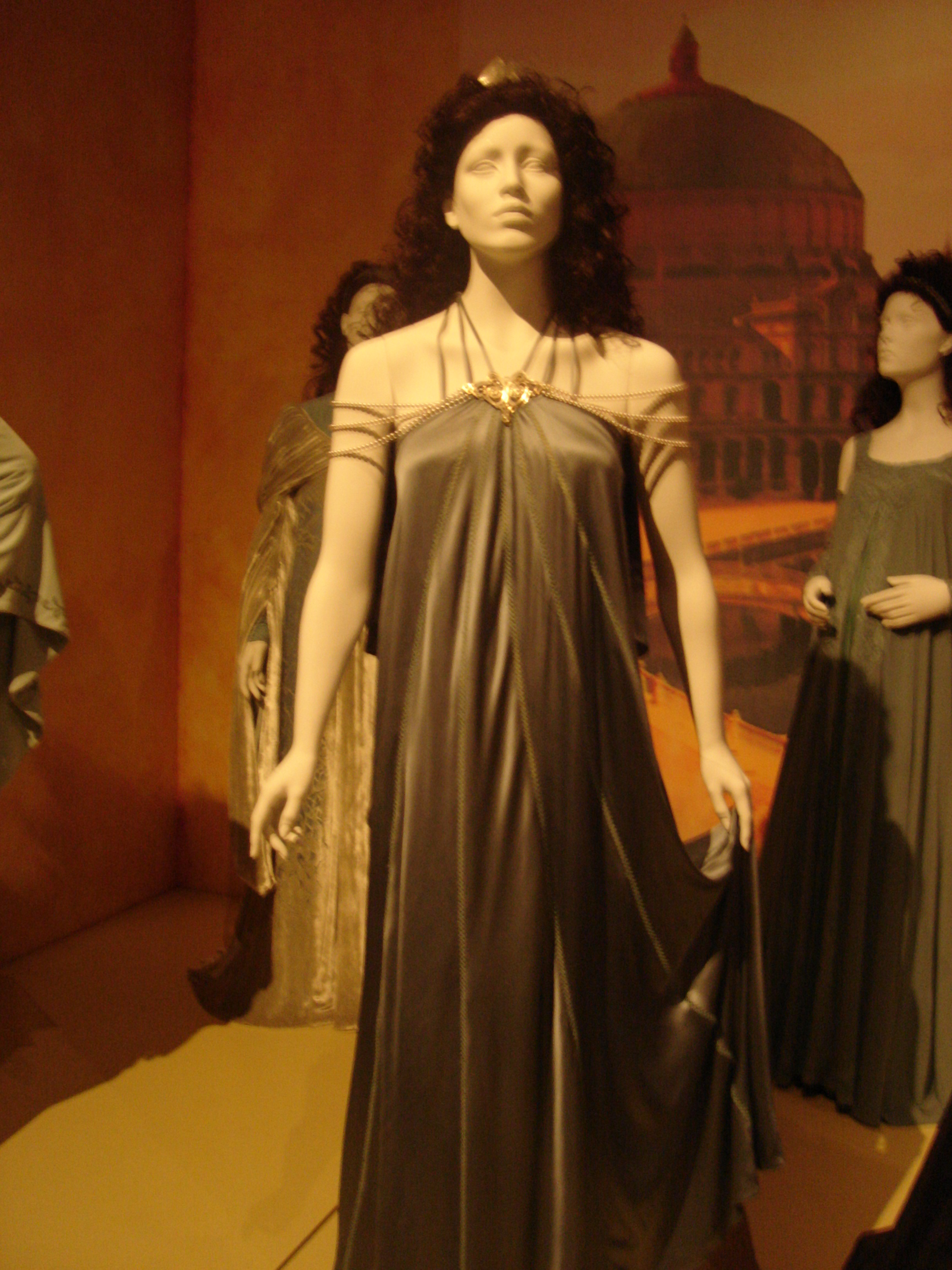
L'une des robes conçues par l'équipe de Trisha Biggar spécialement pour le film.

La chef costumière Trisha Biggar commence, elle, son travail en août 2002. George Lucas lui donne un objectif très précis pour les différents costumes. Ils doivent faire le lien entre le style des deux précédents films et celui de la première trilogie. Le chancelier Palpatine, qui a un rôle plus central par rapport aux autres films, se voit ainsi doté de nombreux costumes. Pour illustrer à quel point ses pouvoirs se sont développés, Biggar utilise différentes textures comme la laine, le velours, la broderie et les motifs imprimés. Pour le personnage de Padmé qui dissimule publiquement sa grossesse, Biggar utilise des robes basiques qui tombent des épaules. Cependant, la pièce la plus importante de la garde-robe de Padmé reste sa tenue funéraire. Trisha Biggar a utilisé pour celle-ci des velours peints à la main accompagnés d'une mousseline de soie fine. Et pour mettre la robe en relief, la chef costumière couvre le velours de longues traînées de paillettes. Le costume le plus attendu reste en revanche celui d'Anakin Skywalker avant qu'il devienne Dark Vador. Son habit devient donc beaucoup plus sombre que celui qu'il porte dans L'Attaque des clones. Biggar prend comme couleur principale un « brun sombre virant presque au noir ».
Pour les scènes de combats, le coordinateur des cascades Nick Gillard a engagé de nombreux épéistes australiens. Il doit cependant écrire toutes les scènes de combat avant même de rencontrer les cascadeurs sur le plateau de tournage de Sydney. Comme il prend part à de nombreux combats, Hayden Christensen, qui interprète Anakin, est obligé de venir huit semaines avant le début du tournage pour s'entraîner avec les cascadeurs. Le combat le plus long est d'ailleurs celui qui oppose Anakin à Obi-Wan à la fin du film. Pour cela, Gillard prépare plus de huit cents mouvements. De nombreuses marques au sol sont donc nécessaires pour simplifier le travail des interprètes.
Les principaux interprètes sont les mêmes que ceux du précédent film Star Wars de 2002. Le 23 avril 2003, le site StarWars.com annonce également le retour de Peter Mayhew dans le rôle de Chewbacca, qu'il interprétait déjà dans les trois premiers films Star Wars de 1977 à 1983. Le 18 juin, le reste du casting est dévoilé notamment la présence de Bruce Spencer dans le rôle de Tion Medon.

### Tournage
Le tournage débute le 30 juin 2003 et prend fin le 17 septembre de la même année en Australie aux studios de la Fox à Sydney. Des scènes additionnelles sont tournées aux studios de Shepperton et aux studios d'Elstree à Londres du 23 août 2004 au 31 janvier 2005. Mais, contrairement aux autres films Star Wars, il n'y a pas eu de tournage en extérieur pour La Revanche des Sith. Cependant, plusieurs décors naturels sont utilisés comme toile de fond dans le film. Pour figurer la planète Kashyyyk, sont utilisés les îlots biscornus de la baie de Phang Nga en Thaïlande et les montagnes de Guilin en Chine. Pour la planète Alderaan c'est le lac Bachalpsee près de Grindelwald en Suisse qui a servi et pour la planète Mustafar, c'est le volcan Etna en Italie. C'est le superviseur des effets spéciaux Roger Guyett qui est parti filmer ces endroits avec une petite équipe de techniciens.
Le directeur de la photographie David Tattersall commence les préparatifs cinq semaines avant le début du tournage principal. Ce travail préparatoire consiste essentiellement à mettre en place le matériel et à passer en revue les plans avec le département artistique. Pour le tournage, Tattersall utilise quatre caméras HDC-F950 de Sony en haute définition. Elles sont reliées à une station de contrôle numérique et un écran situé près du plateau. Ce dernier permet d'effectuer immédiatement les contrôles après le tournage de chaque plan. George Lucas tourne avec deux caméras HDC-F950 en même temps pour obtenir plusieurs angles de la même scène. Ce procédé lui permet de raccourcir la durée de tournage en limitant le nombre de prises sur chaque scène.

### Postproduction
Le film comporte plus de deux mille deux cents plans à effets visuels. Rien que pour créer quarante-neuf secondes du duel entre Anakin et Obi-Wan sur la planète Mustafar, plus de neuf cents artistes et 70 441 heures de travail furent nécessaires.

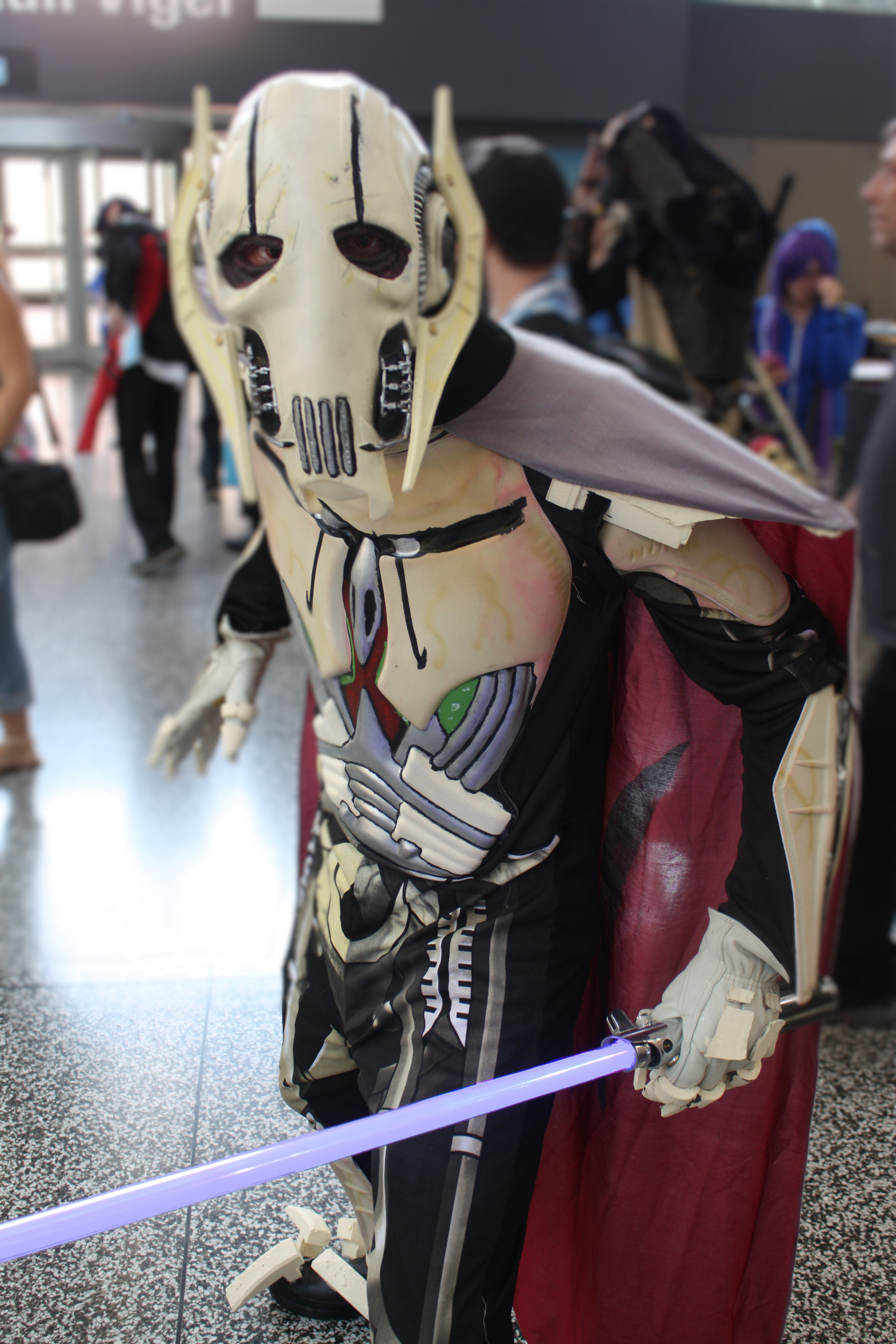
Cosplay du général Grievous.

Rob Coleman, le superviseur de l'animation numérique, indique que « L'épisode I comportait soixante minutes d'animation, l'épisode II soixante-dix minutes et celui-ci quatre-vingt-dix minutes », ce qui représente « la durée d'un long métrage de Pixar ». L'équipe de Coleman est notamment chargée de réaliser les Wookiees, les soldats clones, le ballet aquatique et le général Grievous. De plus, pour certains mouvements des scènes de combat que même des cascadeurs ne peuvent réaliser, les interprètes sont remplacés par des doubles numériques créés par l'équipe de Coleman. Tous les soldats clones sont également réalisés en images de synthèse. Seuls ceux qui apparaissent sans casque ont un composant réel, la tête de l'acteur Temuera Morrison. Celui-ci a donc dû tourner toutes ses scènes vêtu d'un costume bleu lui remontant jusqu'au cou. L'équipe de Coleman est également chargée de créer Boga, la monture d'Obi-Wan Kenobi sur la planète Utapau. Pour réaliser cette créature, les animateurs se sont inspirés du dragon de Komodo et du crocodile d'eau douce pour son corps mais également des aras pour le plumage de son cou. Le travail le plus important de Coleman est cependant la création du sinistre général Grievous. À l'origine, ce dernier était prévu pour ressembler à une espèce de vampire mais il évolue pour devenir un personnage massif et imposant qui tousse comme s'il avait la tuberculose. Grievous porte un masque de mort et des organes prisonniers d'une carapace externe. Il possède la première version de la technologie qui permettra à Dark Vador de survivre à l’intérieur de son armure.
Le superviseur des effets visuels, John Knoll, est lui chargé de concevoir la bataille spatiale qui se déroule au début du film. Cette scène est un vrai défi pour Knoll car elle comprend des milliers de vaisseaux spatiaux qui se déplacent, combattent et explosent au-dessus de la planète Coruscant. Il s'agit d'ailleurs de la plus longue scène de bataille de la saga Star Wars. Knoll a également supervisé les plans sur la planète Utapau. Cette planète est figurée par plusieurs importantes maquettes construites à différentes échelles. L'équipe de Knoll a également fourni les effets spéciaux pour les scènes de combats d'Anakin et Obi-Wan contre le comte Dooku et de Yoda contre Palpatine.
Le superviseur des effets visuels Roger Guyett, lui, se voit confier la mission de créer les planètes Kashyyyk et Mustafar. Pour la première, l'équipe de Guyett réalise une maquette d'un arbre constitué de divers éléments de branchages, de feuilles et d'habitats. Pour obtenir une forêt, ils se servent de cet unique modèle réduit en recombinant différemment tous les éléments. Après avoir filmé tous ses modèles, il leur suffit de les rassembler par ordinateur pour obtenir une infinité de fonds d'écran forestier. Pour Mustafar, de grosses maquettes sont construites pour figurer la principale coulée de lave. Et pour simuler cette lave, l'équipe construit des grandes rivières remplies d'agent épaississant alimentaire orange. Guyett travaille également sur la scène où des droïdes reconstruisent le corps brulé et amputé de Dark Vador. Les décors et les personnages de cette scène sont, en revanche, entièrement en images de synthèse. Seul l'acteur Hayden Christensen est réellement présent. Il est couvert d'un maquillage simulant ses brûlures et partiellement vêtu d'une combinaison bleue pour faire correspondre ses mouvements à divers éléments de synthèse tandis que les droïdes ajoutent les membres de substitution.
Les effets sonores du film sont l’œuvre de Ben Burtt, le concepteur sonore de tous les films Star Wars précédents. Le plus gros travail de Burtt sur ce film est la bataille spatiale se déroulant en scène d'ouverture. Il conçoit pour cette scène le bruit des moteurs d'une centaine d'appareils spatiaux. Les Jedi Obi-Wan Kenobi et Anakin Skywalker, bien que pilotant le même type d'engin, se voient attribuer un son différent. Obi-Wan qui déteste piloter, a donc un vaisseau qui fait le bruit d'un vieux camion. Anakin, en pilote émérite, a en revanche, un vaisseau qui rugit comme une voiture de sport. Pour la scène de reconstruction de Dark Vador, Burtt utilise des sons captés dans le film Frankenstein de 1931 durant la scène du laboratoire. Ben Burtt souhaite ainsi rendre hommage à son ami Kenneth Strickfaden, l'un des premiers concepteurs sonores du cinéma parlant.
Le monteur Roger Barton et George Lucas réalisent le montage du film en dix-huit mois au Skywalker Ranch en Californie. Barton avait précédemment suivi Lucas durant deux mois et demi à Sydney pour monter des scènes durant le tournage.

### Bande originale
Comme dans les films Star Wars précédents et après vingt-huit ans de collaboration avec George Lucas, la musique est composée et dirigée par John Williams. Il écrit la musique en voulant qu'elle fasse référence aux chagrins qui découlent des horreurs que commet Anakin Skywalker et qu'elle mette en relief un sentiment de compassion. Il enregistre la musique avec l'Orchestre symphonique de Londres et une chorale aux studios Abbey Road.
Pour faire le lien entre les deux trilogies Star Wars, Williams fait référence à certains thèmes des trois premiers films. Ainsi, au moment de la naissance de la princesse Leia, il reprend la musique qui est associée à ce personnage dans la première trilogie.
La bande originale du film sort le 3 mai 2005 sous le label Sony Classical Records. Il comprend en bonus un DVD présentant plus de soixante-dix minutes d'images et de musique.
| Liste des morceaux | Liste des morceaux                         | Liste des morceaux | Liste des morceaux | Liste des morceaux | Liste des morceaux | Liste des morceaux | Liste des morceaux | Liste des morceaux | Liste des morceaux |
| No                 | Titre                                      | Durée              |                    |                    |                    |                    |                    |                    |                    |
| ------------------ | ------------------------------------------ | ------------------ | ------------------ | ------------------ | ------------------ | ------------------ | ------------------ | ------------------ | ------------------ |
| 1.                 | Star Wars/The Revenge of the Sith          | 7:31               |                    |                    |                    |                    |                    |                    |                    |
| 2.                 | Grievous and the Droids                    | 3:27               |                    |                    |                    |                    |                    |                    |                    |
| 3.                 | Grievous Speaks to Lord Sidious            | 2:49               |                    |                    |                    |                    |                    |                    |                    |
| 4.                 | Anakin's Dream                             | 4:46               |                    |                    |                    |                    |                    |                    |                    |
| 5.                 | Palpatine's Teachings                      | 5:25               |                    |                    |                    |                    |                    |                    |                    |
| 6.                 | General Grievous                           | 4:07               |                    |                    |                    |                    |                    |                    |                    |
| 7.                 | Padmé's Ruminations                        | 3:16               |                    |                    |                    |                    |                    |                    |                    |
| 8.                 | Enter Lord Vader                           | 4:14               |                    |                    |                    |                    |                    |                    |                    |
| 9.                 | Anakin's Betrayal                          | 4:03               |                    |                    |                    |                    |                    |                    |                    |
| 10.                | Anakin's Dark Deeds                        | 4:05               |                    |                    |                    |                    |                    |                    |                    |
| 11.                | Battle of the Heroes                       | 3:42               |                    |                    |                    |                    |                    |                    |                    |
| 12.                | Anakin vs. Obi-Wan                         | 3:57               |                    |                    |                    |                    |                    |                    |                    |
| 13.                | The Immolation Scene                       | 2:41               |                    |                    |                    |                    |                    |                    |                    |
| 14.                | The Birth of the Twins and Padmé's Destiny | 3:37               |                    |                    |                    |                    |                    |                    |                    |
| 15.                | A New Hope/End Credits                     | 13:05              |                    |                    |                    |                    |                    |                    |                    |
| 70:45              |                                            |                    |                    |                    |                    |                    |                    |                    |                    |

## Accueil

### Sortie
Le film est présenté en hors compétition le 15 mai 2005 au Festival de Cannes en présence du réalisateur George Lucas, des interprètes Samuel L. Jackson, Natalie Portman, Hayden Christensen, Ian McDiarmid, Anthony Daniels et du producteur Rick McCallum. Le 16 mai, le cinéma Empire de Londres propose un marathon Star Wars avec la projection des six films en une seule journée, une parade de stormtroopers et un concert gratuit des musiques Star Wars donné par l'orchestre philharmonique royal. Il sort quelques jours après dans les salles du monde entier. Comme tous les films Star Wars précédents, il est présenté au public au mois de mai, le mois de l'anniversaire de George Lucas. Le cabinet de conseil Challenger, Gray & Christmas estime que les entreprises américaines pourraient perdre plus de six cents millions de dollars en raison des nombreuses demandes de congés de leurs employés pour aller voir le film.
Une copie illégale du film est mise à disposition sur les réseaux de partage de fichiers en pair-à-pair quelques heures après la sortie en salle. Cette version n'est pas filmée durant une projection mais est une copie d'une version de travail, comme le laisse supposer l'horodatage qui apparaît tout au long du film. Le 27 septembre 2005, le district de Californie du département de la Justice des États-Unis, indique que huit personnes ont été arrêtées pour violation du droit d'auteur et distribution illégale de matériel. C'est l’une d’entre elles, Albert Valente, qui a copié illégalement le film alors qu’il travaillait pour la postproduction.
La Revanche des Sith est le seul film Star Wars à avoir reçu la classification PG-13 de la part de la Motion Picture Association aux États-Unis. L'association déconseille donc le film aux moins de treize ans et recommande l'accompagnement parental. En France, en revanche, le Centre national du cinéma et de l'image animée classe le film dans la catégorie « tous publics ».
Pour fêter les vingt ans de la sortie du film, Walt Disney Pictures désormais propriétaire des droits de diffusion, le resort en France entre les 25 et 29 avril 2025. Certaines salles le projette au format 4DX.

### Accueil critique
La Revanche des Sith reçoit un accueil favorable de la part des critiques de cinéma. Sur le site Rotten Tomatoes, il obtient le score de 80 % pour un total de deux cent cinquante-trois critiques. Il dispose d'une note plus basse, à 68 % basée sur quarante avis, sur le site Metacritic. En France, le film reçoit également des critiques extrêmement favorables, notamment sur le site Allociné, avec une note de 3,9 étoiles sur 5 par la presse et de 4,3 sur 5 par les spectateurs.
Certains critiques indiquent qu'il est le meilleur film de la « Prélogie ». D'autres vont plus loin en indiquant qu'il est le meilleur film Star Wars depuis L’Empire contre-attaque. Anthony Oliver Scott de The New York Times conclut son analyse du film en indiquant que c’est le meilleur des quatre Star Wars que Lucas a réalisé et qu’il égale L’Empire contre-attaque par sa richesse. Jonathan Rosenbaum, un critique qui n'avait pas aimé Un nouvel espoir et L’Empire contre-attaque indique qu’il aime La Revanche des Sith car il trouve que l’histoire est bien pensée. Roger Ebert du Chicago Sun-Times écrit que malgré l’enlisement de Lucas sur L'Attaque des clones, il a retrouvé sa forme en faisant de La Revanche des Sith un excellent divertissement. Marc Toullec de Ciné Live confirme que « George Lucas, contre toute attente, affirme une foi et un talent retrouvés » et conclut que le film est « plus sombre, plus dense, plus intense, le meilleur de la nouvelle trilogie ».
Une partie des critiques se porte sur les dialogues des scènes romantiques. Lucas reconnaît d’ailleurs lui-même que les dialogues ne sont pas son fort. La prestation d'Hayden Christensen est elle aussi parfois jugée négativement. Le cri de désespoir de Vador à la mort de Padmé est également raillé par les fans,,.
En novembre 2012, la critique d'art Camille Paglia écrit un livre intitulé Glittering Images: A Journey Through Art from Egypt to Star Wars dans lequel elle analyse vingt-neuf œuvres artistiques dont La Revanche des Sith. Elle y indique que le film est l'un des plus grands défis artistiques de ces dernières années. Elle explique que « le long final de La Revanche des Sith a plus de valeur artistique, par sa puissance émotionnelle et son impact mondial que des œuvres artistiques classiques ».

### Box-office
La Revanche des Sith est un succès commercial. Avec 380 270 000 US$, il fait mieux que Star Wars, épisode II : L'Attaque des clones mais ne parvient pas à battre le record de Star Wars, épisode I : La Menace fantôme. Il se hisse à la première place annuelle en Amérique du Nord et à la deuxième place au niveau mondial derrière Harry Potter et la Coupe de feu.
Aux États-Unis, le film bat le record de Spider-Man 2 du plus gros revenu brut en une seule journée avec plus de 50 millions de dollars. Après seulement cinq jours d'exploitation, La Revanche des Sith devient le film le plus rentable de l'année 2005, dépassant Hitch, expert en séduction et ses 177,6 millions de dollars. En seulement huit jours, il atteint les 200 millions de dollars et au bout de dix-sept jours il dépasse les 300 millions de dollars Le film finit sa course dans les salles de cinéma américaines le 20 octobre 2005 avec un total brut de plus de 380 270 000 dollars. Il se classe comme étant le seizième plus grand succès de tous les temps aux États-Unis.
En dehors des États-Unis, le film dépasse les 10 millions de dollars en Allemagne, en Australie, en Corée du Sud, en Espagne, en France, en Italie, au Japon, au Mexique et au Royaume-Uni. En France, avec 7 247 000 entrées, le film se classe en deuxième position du box-office de l’année 2005 derrière Harry Potter et la Coupe de feu.
| Pays       | Box-office (2005) | Classement de l'année (2005) |
| ---------- | ----------------- | ---------------------------- |
| Monde      | 848 750 000 US$   | 2e                           |
| États-Unis | 380 270 000 US$   | 1er                          |
| France     | 7 247 000 entrées | 2e                           |

### Ressortie en 3D
Le 28 septembre 2010, Lucasfilm annonce que les six films de la série Star Wars seront convertis en trois dimensions. Les films devaient ainsi être présentés à nouveau dans les salles de cinéma dans l'ordre chronologique de la saga. Le film La Menace fantôme ressort donc le premier au cinéma en février 2012. Il sera finalement le seul à être présenté au grand public, les rééditions 3D de L'Attaque des clones et La Revanche des Sith étant reportées après le rachat de Lucasfilm par The Walt Disney Company en octobre 2012. La raison invoquée est la mise en chantier du septième épisode de la saga. La Revanche des Sith était initialement prévu pour être ressorti en 3D le 11 octobre 2013 aux États-Unis. Le film est toutefois bien reconverti pour la 3D, et est ainsi projeté lors de la convention Star Wars Celebration VII qui se déroule du 16 au 19 avril 2015 à Anaheim, en Californie.

## Distinctions
Note : sauf mention contraire, les informations ci-dessous sont issues de la page Awards du film sur l'Internet Movie Database. Ici sont listés les principaux prix.
La Revanche des Sith est nommée pour l'Oscar des meilleurs maquillages et coiffures mais perd face au film Le Monde de Narnia : Le Lion, la Sorcière blanche et l'Armoire magique. Le film remporte cependant les Saturn du Meilleur film de science-fiction et de la Meilleure musique et d’autres récompenses comme le MTV Movie & TV Awards du meilleur méchant pour la prestation d’Hayden Christensen. Parallèlement, le film reçoit le Razzie du pire acteur pour le même acteur.

### Récompenses
| Année | Cérémonie ou récompense       | Prix                                            | Lauréat(es)                                                                             |
| ----- | ----------------------------- | ----------------------------------------------- | --------------------------------------------------------------------------------------- |
| 2005  | Festival du film de Hollywood | Film de l'année                                 |                                                                                         |
| 2005  | Satellite Awards              | Meilleurs effets visuels                        | Rob Coleman, Brian Gernand, Roger Guyett et John Knoll                                  |
| 2005  | Satellite Awards              | Meilleur son                                    | Paul Brincat, Ben Burtt, Tom Myers, Andy Nelson, Christopher Scarabosio et Matthew Wood |
| 2006  | Saturn Awards                 | Meilleur film de science-fiction                |                                                                                         |
| 2006  | Saturn Awards                 | Meilleure musique                               | John Williams                                                                           |
| 2006  | Empire Awards                 | Meilleur film fantastique ou de science-fiction |                                                                                         |
| 2006  | Empire Awards                 | Meilleure scène                                 | La naissance de Dark Vador                                                              |
| 2006  | MTV Movie & TV Awards         | Meilleur méchant                                | Hayden Christensen                                                                      |
| 2006  | People's Choice Awards        | Film préféré                                    |                                                                                         |
| 2006  | People's Choice Awards        | Film dramatique préféré                         |                                                                                         |
| 2006  | Razzie                        | Pire second rôle masculin                       | Hayden Christensen                                                                      |
| 2006  | Teen Choice Awards            | Meilleur film d'action ou d'aventure            |                                                                                         |

### Nominations
| Année | Cérémonie ou récompense      | Prix                                                  | Lauréat(es)                                            |
| ----- | ---------------------------- | ----------------------------------------------------- | ------------------------------------------------------ |
| 2006  | Oscar                        | Meilleur maquillage                                   | Dave Elsey et Nikki Gooley                             |
| 2006  | Saturn Awards                | Meilleure réalisation                                 | George Lucas                                           |
| 2006  | Saturn Awards                | Meilleur acteur                                       | Hayden Christensen                                     |
| 2006  | Saturn Awards                | Meilleure actrice                                     | Natalie Portman                                        |
| 2006  | Saturn Awards                | Meilleur acteur dans un second rôle                   | Ian McDiarmid                                          |
| 2006  | Saturn Awards                | Meilleur scénario                                     | George Lucas                                           |
| 2006  | Saturn Awards                | Meilleurs costumes                                    | Trisha Biggar                                          |
| 2006  | Saturn Awards                | Meilleur maquillage                                   | Dave Elsey, Lou Elsey et Nikki Gooley                  |
| 2006  | Saturn Awards                | Meilleurs effets visuels                              | Rob Coleman, Brian Gernand, Roger Guyett et John Knoll |
| 2006  | Prix de l'Académie japonaise | Meilleur film étranger                                |                                                        |
| 2006  | Costume Designers Guild      | Meilleurs costumes                                    | Trisha Biggar                                          |
| 2006  | Empire Awards                | Meilleur film                                         |                                                        |
| 2006  | Grammy Awards                | Meilleure musique de film                             | John Williams                                          |
| 2006  | MTV Movie & TV Awards        | Meilleur héros                                        | Ewan McGregor                                          |
| 2006  | MTV Movie & TV Awards        | Meilleur combat                                       | Hayden Christensen et Ewan McGregor                    |
| 2006  | Satellite Awards             | Meilleure direction artistique                        | Gavin Bocquet et Richard Roberts                       |
| 2006  | Teen Choice Awards           | Meilleur acteur dans un film d'action ou d'aventure   | Hayden Christensen                                     |
| 2006  | Teen Choice Awards           | Meilleure actrice dans un film d'action ou d'aventure | Natalie Portman                                        |
| 2006  | Teen Choice Awards           | Meilleur méchant                                      | Hayden Christensen et Ian McDiarmid                    |
| 2006  | Teen Choice Awards           | Meilleur méchant                                      | Ian McDiarmid                                          |
| 2006  | Teen Choice Awards           | Meilleur combat                                       | Ewan McGregor                                          |

## Analyse
La Revanche des Sith est parfois vue comme une critique de la politique des États-Unis mais est surtout inspirée du mythe de Faust. Pour son ultime film en tant que réalisateur, Lucas intègre de nombreux caméos de lui, de sa famille et de l’équipe technique.

### Inspirations

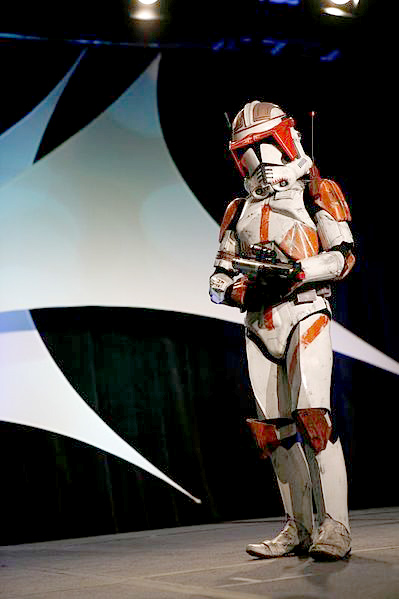
Cosplay du commandant Cody, l'un des nombreux soldats clone visibles dans le film.

Certains conservateurs américains affirment que le film montre un parti pris démocrate et qu'il critique l'administration du président des États-Unis George W. Bush et la politique belliqueuse américaine, notamment la guerre d'Irak. Ainsi Anakin représente Bush voulant la paix, l'Empereur (dont la prise de pouvoir avec dissolution des institutions fait penser à celle d'Hitler ou celle du premier triumvirat) incarne les lobbys, la grande purge Jedi rappelle le USA PATRIOT Act. Plusieurs personnes ont même proposé un boycott du film. La présence du film au Festival de Cannes est décrié par ces mêmes critiques, qui rapprochent par le fait que l'édition précédente du festival consacra Fahrenheit 9/11, virulent documentaire contre Bush. De plus, le festival se déroule en France, dont une partie des élites exprime un fort sentiment anti-Bush,,. Lucas leur répond qu'il a commencé à écrire Star Wars durant la guerre du Viêt Nam et que s'il y a bien une critique antimilitariste dans le film, c'est contre cette guerre et en aucun cas celle d'Irak,,.
Une phrase qui a fait couler le plus d'encre est une réplique d'Anakin Skywalker : « If you're not with me, then you're my enemy », traduite en français par « Si tu n'es pas avec moi, alors tu es contre moi ! ». Certains médias se sont demandé si George Lucas adressait par là une critique à George W. Bush, qui avait provoqué une forte émotion en employant la célèbre phrase « Ou vous êtes avec nous, ou vous êtes contre nous » après les attentats du 11 septembre 2001,. Mark Rahner du Seattle Times spécule que cette phrase est une dénonciation déguisée de la politique guerrière du président Bush et de la loi antiterroriste dénommée Patriot Act.
L’acteur Ian McDiarmid et le réalisateur George Lucas comparent le passage d’Anakin du côté obscur de la Force au pacte passé par Faust avec le diable. Lucas indique d’ailleurs qu'il s'agit d'un « gain à court terme où la planète volcanique Mustafar fait figure d’enfer »,. L'empereur Palpatine est également comparé au serpent face à Ève dans le jardin d'Éden, c'est le tentateur d'Anakin. La scène muette où l’on voit Padmé Amidala et Anakin Skywalker penser l’un à l’autre sur fond de soleil couchant sur paysage urbain, est également une illustration du changement du héros. Cette scène complétée par la musique maussade intitulée Padmé's Ruminations est directement inspirée d’une scène du film Rosemary's Baby de 1968, dont le sujet est un pacte avec le diable.
Padmé représente dans le film le personnage classique de la terre nourricière de la mythologie grecque. Elle est proche par exemple du personnage de la reine Didon de Carthage qui supplie son mari Énée de ne pas changer dans l'Énéide du poète Virgile.

### Promotion commerciale et produits dérivés

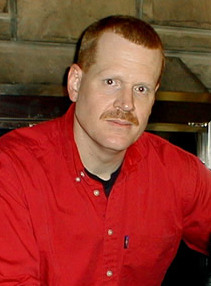
L'auteur de science-fiction Matthew Stover signe la mise en roman du film.